# Gladiolus miniatus
Gladiolus miniatus är en irisväxtart som beskrevs av Christian Friedrich Frederik Ecklon. Gladiolus miniatus ingår i släktet sabelliljor, och familjen irisväxter. Inga underarter finns listade i Catalogue of Life.